# Emil
Emil er et drengenavn, der stammer fra det latinske ord "æmilius", der betyder "venlig". Navnet findes også i varianten Emile samt forskellige andre udenlandske varianter. Ifølge Danmarks Statistik findes der lidt over 19.000 danskere med et af disse navne. På latin betyder Emil venlig. Navnet Emil har rødder i det romerske slægtsnavn Aemilius. Slægtsnavnet kan muligvis knyttes til det latinske ord aemulus med betydningen 'arbejdsom, ivrig' [kilde mangler]. 
Pigenavnet Emilie er afledt heraf.

## Kendte personer med navnet
- Simon Emil Ammitzbøll, dansk folketingspolitiker.
- Emil Audero, indonesisk fodboldspiller
- Emilio Butragueño, spansk fodboldspiller.
- Emil Bähncke, dansk sennepfabrikant.
- Emil Bønnelycke, dansk digter.
- Emil Hass Christensen, dansk skuespiller.
- Jørgen Emil Hansen, dansk cykelrytter.
- Emil Hartmann, dansk komponist.
- Emil Holm, dansk operasanger og direktør.
- Emil Horneman, dansk komponist.
- Emil Jannings, tysk skuespiller.
- Lars-Emil Johansen, grønlandsk politiker.
- Emil Nolde, tysk maler.
- Emil Wiinblad, dansk redaktør.
- Emil Christian Zangenberg, dansk skuespiller.
- Emil Zátopek, tjekkisk løber.
- Émile Zola, fransk forfatter.
- Emil Aarestrup, dansk læge og digter.

## Navnet anvendt i fiktion
- Emil fra Lønneberg er titelpersonen i flere populære og filmatiserede børnebøger af Astrid Lindgren.
- Smil Emil er en dansk film fra 1969 instrueret af Jesper Høm.
- Emil og Detektiverne er en børnebog skrevet af Erich Kästner.